# Алекс Больє-Маршан
Алекс Больє-Маршан (фр. Alex Beaulieu-Marchand) — канадський фристайліст, спеціаліст зі слоупстайлу , олімпійський медаліст, переможець та призер Х-ігор. 
Бронзову олімпійську медаль Больє-Маршан  виборов на Олімпіаді 2018 року в корейському Пхьончхані в змаганнях зі слоупстайлу. 

## Зовнішні посилання
- Досьє на сайті Міжнародної федерації лижного спорту [Архівовано 29 квітня 2018 у Wayback Machine.]

## Виноски
1. ↑  Men's slopestyle results